# Francisco de Graterol
Francisco de Graterol fue un italiano que vino a las costas de Venezuela como conquistador en 1535. Fue alcalde de Trujillo en los Andes venezolanos en 1561.

## Vida
Francesco de' Graterol nació en Venecia (Italia) hacia 1517. Pertenecía a una familia noble de la República de Venecia. Trabajó inicialmente como escribano de Venecia y luego fue a España donde se casó (teniendo siete hijos). 
Fue parte de los 600 colonos de la expedición del alemán Jorge von Spira, alto funcionario de la casa Welser, que desembarcó en Santa Ana de Coro, el 6 de febrero de 1535. Tiempo después viajó con el segoviano Juan de Villegas para fundar a Barquisimeto en 1552 y luego se estableció en El Tocuyo donde ejerció cargos importantes de gobierno local. Francisco de Graterol estuvo en la conquista de Trujillo, donde llegó a ser Regidor y alcalde Ordinario. Asistió al desbarate del Tirano Lope de Aguirre, cuya mano izquierda llevó de trofeo a la ciudad de Trujillo, en cuya plaza mayor fue enterrada.

Francisco de Graterol fue capitán conquistador y poblador en Indias. Este conquistador era natural de la ciudad de Venecia y según declaración fundada en Madrid el 29 de diciembre de 1612 por Pedro Priule, Embajador de la Serenísima Señoría de Venezia ante la Corte de Madrid, pertenecía a la casa de Graterol de aquella república. Abandonó su tierra natal como tantos otros compatriotas para entrar al servicio de los reyes de España; permaneció algún tiempo en la Península y allí casó con Juana de Escoto, dama de hidalga condición, natural del Gran Puerto de Santa María en la provincia de Cádiz. Obtuvo de la Corona el correspondiente permiso para pasar a las Indias. Vino a Venezuela en 1535 en la expedición de Jorge de Spira, acompañó a dicho gobernador en varias de sus expediciones, acompañó también en las suyas a Felipe von Hutten y a Juan de Villegas. Se contó entre los fundadores de Barquisimeto (1552) y de Trujillo (1557). En esta última ciudad fijó su residencia y en ella fue Regidor en 1560 y Alcalde Ordinario en 1561. Este último año en compañía del otro Alcalde Ordinario, Alonso Pacheco Maldonado ocurrió al desbarate de Lope de Aguirre en las llanuras de Barquisimeto, a quien cortó la mano izquierda y la llevó a Trujillo como bárbaro trofeo de su hazaña. Siete hijos tuvo de su ya citado matrimonio...Roberto Picón Parra

Murió alrededor de 1580, apreciado por la comunidad andina de Venezuela.
Francisco de Graterol es considerado el primero de la numerosa familia "Graterol" en los Andes venezolanos.